# Яичное масло
Яичное масло (фин. munavoi, эст. munavõi) — масляная смесь с рублеными, сваренными вкрутую яйцами. Одна из самых популярных бутербродных паст в эстонской и финской кухне.
В Финляндии яичным маслом, как правило, намазывают горячие карельские пирожки. В Эстонии яичное масло и ржаной хлеб традиционно считаются пасхальной едой.